# Gabriel Kaufmann
Gabriel Kaufmann Gonçalves (Rio de Janeiro, 22 de setembro de 2001) é um ator brasileiro.

## Carreira
Gabriel Kaufmann começou sua carreira na telenovela bem sucedida da Rede Globo, Páginas da Vida, de Manoel Carlos em 2006, fazendo o papel de Francisco, irmão gêmeo de Clara - uma portadora de síndrome de down interpretada por Joana Mocarzel - que é criado pelo avô materno, Alex (Marcos Caruso) e pela avó, Marta (Lília Cabral), jamais querendo a neta por ser uma criança com necessidades especiais. Em 2007 participou da novela Desejo Proibido. Em 2008 fez participações nos seriados Casos e Acasos e Dicas de Um Sedutor, e também no especial de fim de ano Xuxa e as Noviças, no mesmo ano gravou o filme Do Começo ao Fim fazendo o papel de Thomas, um garoto que é muito ligado ao irmão Francisco. No mesmo ano interpretou Valdemir em Caras & Bocas, de Walcyr Carrasco.
Interpretou Artur, um jovem estudante apaixonado por Júlia (Lívian Aragão) em Malhação: Seu Lugar no Mundo de 2015 a 2016 e Malhação: Pro Dia Nascer Feliz de 2016 a 2017.

## Filmografia

### Televisão
| Ano     | Título              | Personagem                       | Ano                                            |
| ------- | ------------------- | -------------------------------- | ---------------------------------------------- |
| 2006    | Páginas da Vida     | Francisco Toledo Flores          |                                                |
| 2007    | Desejo Proibido     | Henrique Novaes Toledo (criança) |                                                |
| 2008    | Casos e Acasos      | Pedro                            | Episódio: "A Noiva, o Desempregado e o Fiscal" |
| 2008    | Dicas de um Sedutor | Gabriel                          | Episódio: "Filho Atrapalha"                    |
| 2008    | Xuxa e as Noviças   | Tito                             | Especial de fim de ano                         |
| 2009    | Caras & Bocas       | Valdemir Barros Ferreira         |                                                |
| 2010    | S.O.S. Emergência   | André                            | Episódio: "Na Saúde e Na Doença"               |
| 2012    | Amor Eterno Amor    | Fernando Borges Sobral (criança) |                                                |
| 2013    | Flor do Caribe      | Mateus                           |                                                |
| 2014    | Alto Astral         | Marcos Bittencourt (criança)     |                                                |
| 2015–17 | Malhação            | Artur Campello                   |                                                |
| 2019    | Amor de Mãe         | Fabiano                          |                                                |
| 2022    | Reis                | Abisai (jovem)                   | Fase: A Escolha                                |

### Cinema
| Ano  | Título           | Personagem       |
| ---- | ---------------- | ---------------- |
| 2009 | Do Começo ao Fim | Thomas (criança) |

## Premiações & Indicações
| Ano  | Prêmio                        | Categoria            | Trabalho        | Resultado | Ref.        |
| ---- | ----------------------------- | -------------------- | --------------- | --------- | ----------- |
| 2007 | Prêmio Contigo! de TV de 2007 | Melhor Ator Infantil | Páginas da Vida | Venceu    | [ 3 ] [ 4 ] |